# Les Tourailles
Pour les articles homonymes, voir Tourailles et Tourailles-sous-Bois.
Les Tourailles est une ancienne commune française, située dans le département de l'Orne en région Normandie, devenue le 1er janvier 2016 une commune déléguée au sein de la commune nouvelle d'Athis-Val-de-Rouvre.
Elle est peuplée de 59 habitants.

## Géographie

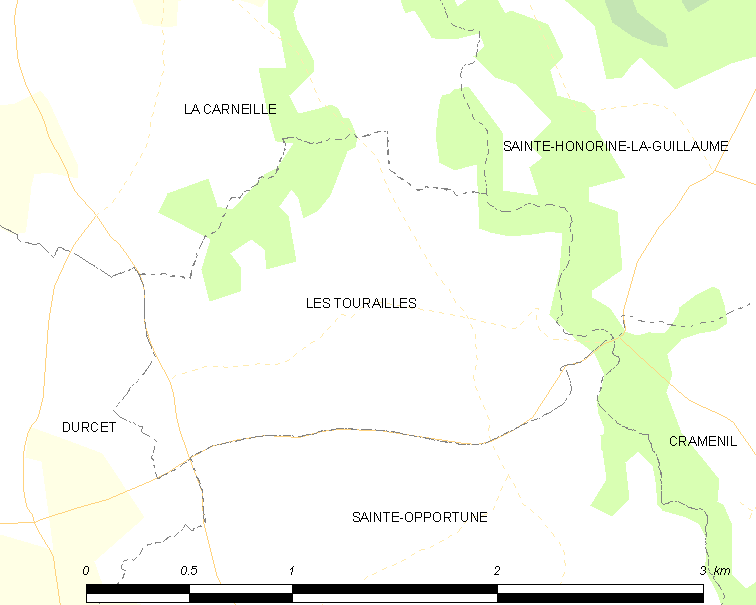
La carte des Tourailles et des communes alentour.

Le territoire est arrosé par la Rouvre et le ruisseau des Onfrairies.

## Toponymie
Le nom de la localité est attesté sous la forme les Tourailles en 1373.
Tourailles pourrait être issu du celte Tur, « petites collines », « Levées de terre séparant des champs » ou du bas latin toralia (peut-être lui même issu du gaulois tur ?) avec le même sens.

## Histoire
La première mention d'un sanctuaire aux Tourailles date du VIIIe siècle. Au lieu-dit la Monnerie (hameau des moines), étaient établis un monastère et un petit sanctuaire marial. La paroisse devait alors être confiée à des ermites.
Depuis le IXe siècle se déroule un pèlerinage très fréquenté à la chapelle Notre-Dame-de-la-Recouvrance.
À la fin du IXe siècle, lors de l’invasion normande, le petit monastère et le sanctuaire de Marie furent détruits. Cependant, avec le traité de Saint-Clair-sur-Epte en 911 et la fondation du duché de Normandie, les envahisseurs d'hier deviennent rapidement les maîtres du Pays. Lors de cette même année 911, le baptême de leur chef, Rollon, entraîne leur conversion. Dès lors, les Normands se hâtent de relever les ruines des lieux de cultes qu'ils avaient détruits auparavant. Ils rebâtissent les sanctuaires et l'église des Tourailles peut renaître de ses cendres. Saint Adelin, l'évêque de Séez, secondait le zèle des nouveaux convertis. La tradition rapporte que la statue de la Vierge, qui avait été cachée en terre pour la protéger des rapines des Vikings, fut retrouvée miraculeusement lors de cette reconstruction et replacée dans l’église paroissiale. Dès lors, la foule de pèlerins venait la vénérer et invoquer la mère de Dieu sous le titre de Notre-Dame-de-la-Recouvrance.
Vers la fin du XVIe siècle, le pèlerinage en cet antique sanctuaire marial avait une telle renommée qu’on y venait de très loin. Des personnages éminents s'y rendaient pour prier.
En 1590, bien qu'encore protestant (son abjuration officielle a lieu en 1592), Henri IV, qui faisait le siège de Falaise, vint aux Tourailles demander à Dieu, par l’intercession de Notre-Dame, la pacification de son royaume.
La plus remarquable faveur obtenue en ce sanctuaire est la naissance le 14 novembre 1601 de saint Jean Eudes, à la suite d’un vœu de ses parents. Isaac et Marthe Eudes s'étaient rendus peu de temps avant en pèlerinage aux Tourailles afin que la Vierge intercède près de Dieu pour qu'il fasse fructifier leur union. Peu après la naissance, les parents du futur saint revinrent, avec leur bébé, en pèlerinage en la chapelle où ils avaient fait leur vœu. Jean Eudes fut alors offert à Dieu et à Notre-Dame-de-la-Recouvrance. Deux frères ainsi que quatre sœurs sont nés après lui.
À l’heure des guerres de Religion, on dit que Notre-Dame-de-la-Recouvrance intervint pour épargner la Normandie. C’est pourquoi on l’invoque pour la paix.
Le 25 octobre 1821, la confrérie de l’Immaculée-Conception fondée par l’abbé Durand, curé des Tourailles, fut approuvée par l'évêque de Séez, Mgr Saussol. En 1848, Pie IX enrichit d’indulgences cette confrérie.
À la fin du XIXe siècle, le pèlerinage des Tourailles était très populaire. Il y avait plus de 15 000 pèlerins par an. Dès lors, la petite église était devenue trop petite. Le curé et les habitants du village décidèrent de détruire la vieille église pour en reconstruire une neuve. Les travaux débutèrent en 1895. L'inauguration par Mgr Augouard, vicaire apostolique de l'Oubangui eut lieu le 1er juin 1903. Le lendemain, le 2 juin, se déroulait la translation de la statue de la Vierge.
Le 22 août 1932, l'église et le sanctuaire sont consacrés par Mgr Pasquet, évêque de Séez, et Notre-Dame-de-la-Recouvrance est couronnée le 17 août 1939 par le cardinal Suhard, archevêque de Reims.

## Politique et administration
| Période                                  | Période   | Identité        | Étiquette | Qualité |
| ---------------------------------------- | --------- | --------------- | --------- | ------- |
| ?                                        | mars 2001 | Paul Le Secq    |           |         |
| mars 2001                                | En cours  | Odile Gauquelin | SE        |         |
| Les données manquantes sont à compléter. |           |                 |           |         |

## Démographie
En 2021, la commune comptait 59 habitants. Depuis 2004, les enquêtes de recensement dans les communes de moins de 10 000 habitants ont lieu tous les cinq ans (en 2006, 2011, 2016, etc. pour Les Tourailles) et les chiffres de population municipale légale des autres années sont des estimations.
| 1793 | 1800 | 1806 | 1821 | 1831 | 1836 | 1841 | 1846 | 1851 |
| ---- | ---- | ---- | ---- | ---- | ---- | ---- | ---- | ---- |
| 322  | 308  | 418  | 414  | 378  | 395  | 405  | 408  | 402  |

| 1856 | 1861 | 1866 | 1872 | 1876 | 1881 | 1886 | 1891 | 1896 |
| ---- | ---- | ---- | ---- | ---- | ---- | ---- | ---- | ---- |
| 403  | 405  | 407  | 351  | 303  | 258  | 257  | 204  | 205  |

| 1901 | 1906 | 1911 | 1921 | 1926 | 1931 | 1936 | 1946 | 1954 |
| ---- | ---- | ---- | ---- | ---- | ---- | ---- | ---- | ---- |
| 207  | 208  | 185  | 156  | 142  | 120  | 122  | 138  | 114  |

| 1962 | 1968 | 1975 | 1982 | 1990 | 1999 | 2006 | 2011 | 2016 |
| ---- | ---- | ---- | ---- | ---- | ---- | ---- | ---- | ---- |
| 102  | 84   | 74   | 96   | 102  | 67   | 76   | 70   | 60   |

| 2019 | - | - | - | - | - | - | - | - |
| ---- | - | - | - | - | - | - | - | - |
| 59   | - | - | - | - | - | - | - | - |

## Lieux et monuments
- Basilique Notre-Dame-de-la-Recouvrance, consacrée en 1932[10]. Des messes ont lieu chaque jour de la semaine[11].
- Fontaine Saint-Martin, à côté de la basilique.
- Château conservant des parties XVe siècle dans un château remanié aux XVIIe et XVIIIe siècles[12],[13], bel ensemble avec deux pavillons.
- Pont des Tourailles, vestiges d'un pont romain.

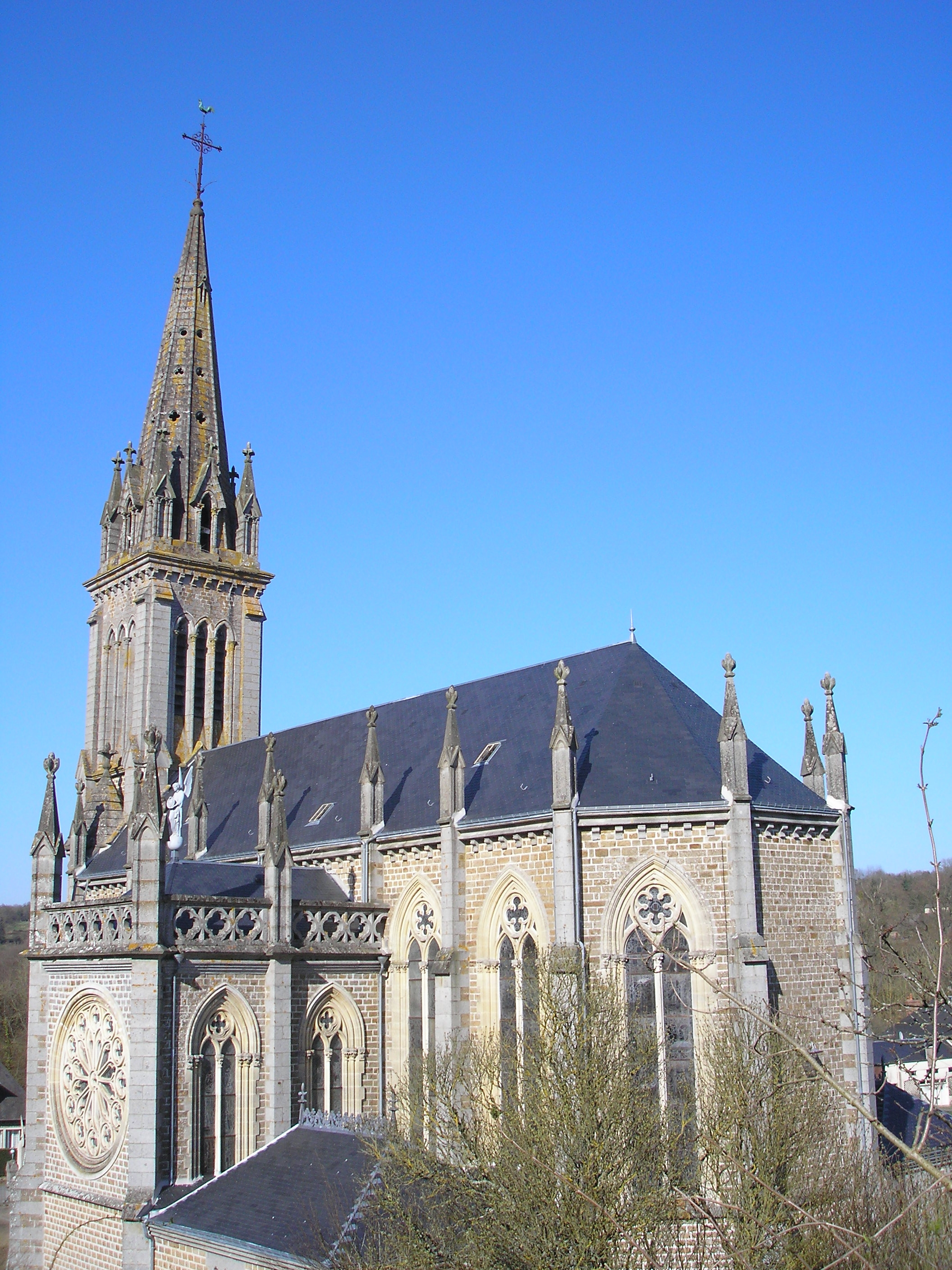
La basilique Notre-Dame-de-la-Recouvrance.
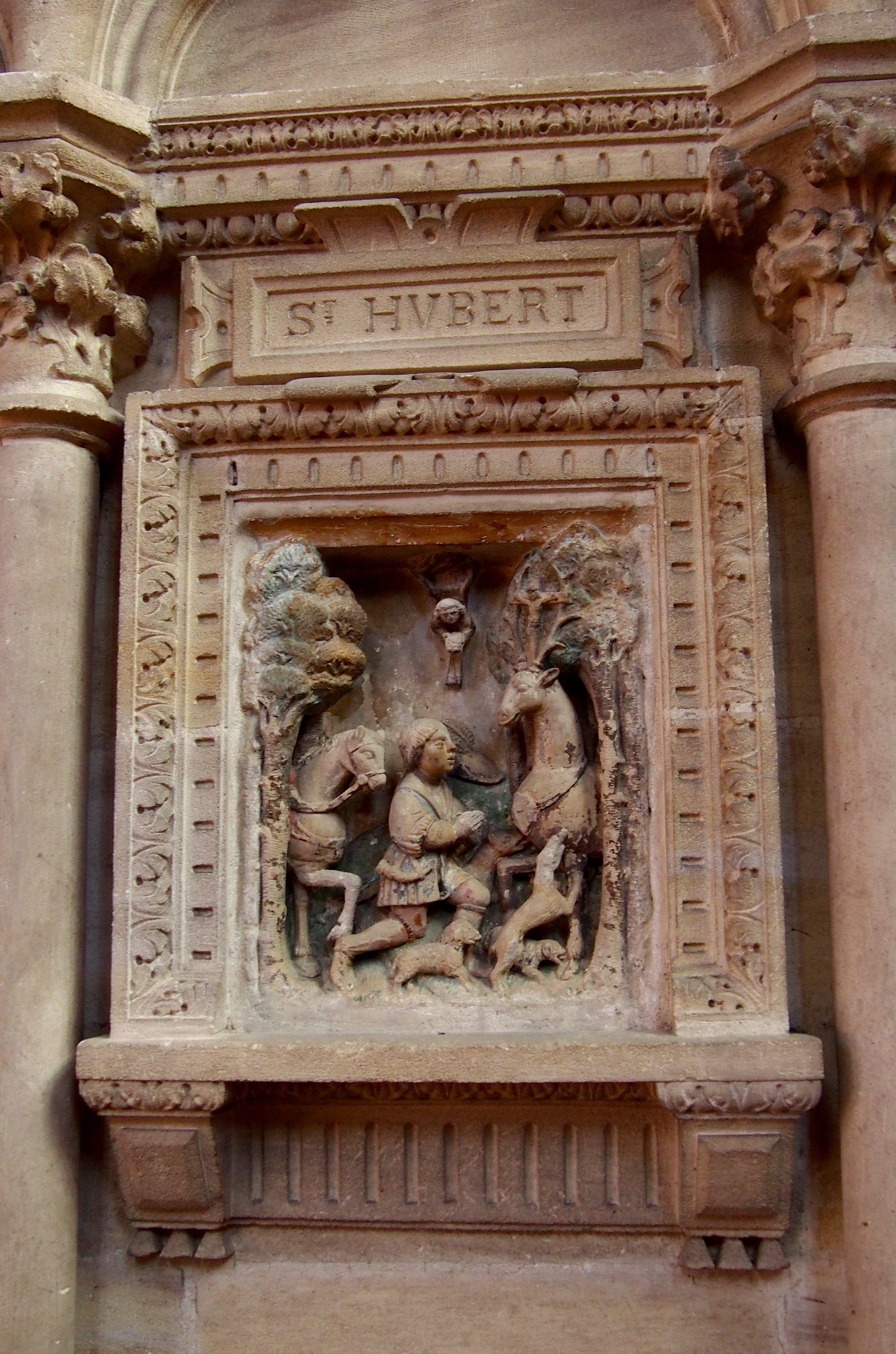
Bas-relief représentant saint Hubert dans la basilique Notre-Dame-de-la-Recouvrance.
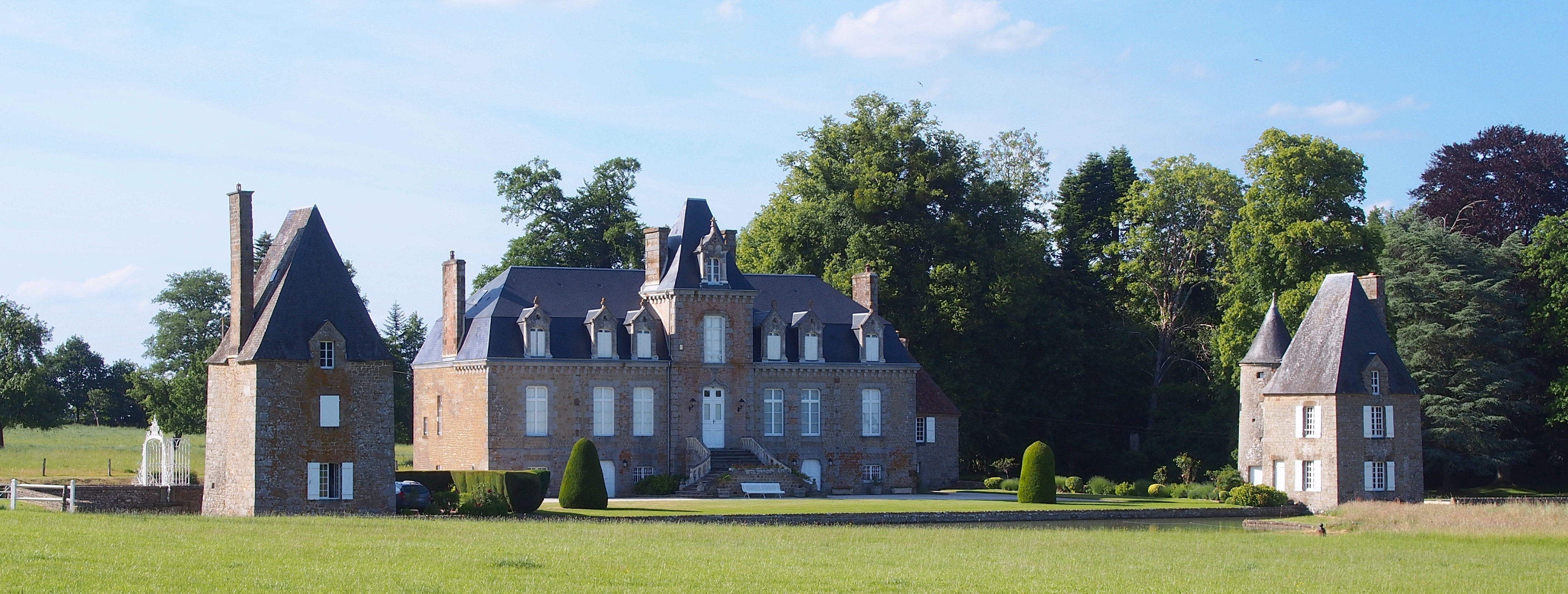
Le château.

## Activité et manifestations
- Pèlerinages le 8 septembre et le 31 mai.

## Personnalités liées à la commune
- Antoine de Montchrestien (Falaise 1570- Les Tourailles 1621), poète et littérateur, connu sous le nom de Vatteville. Il essaya de raviver les guerres religieuses du XVIe et se fit tuer en faisant une halte aux Tourailles.